# Luis Javier González

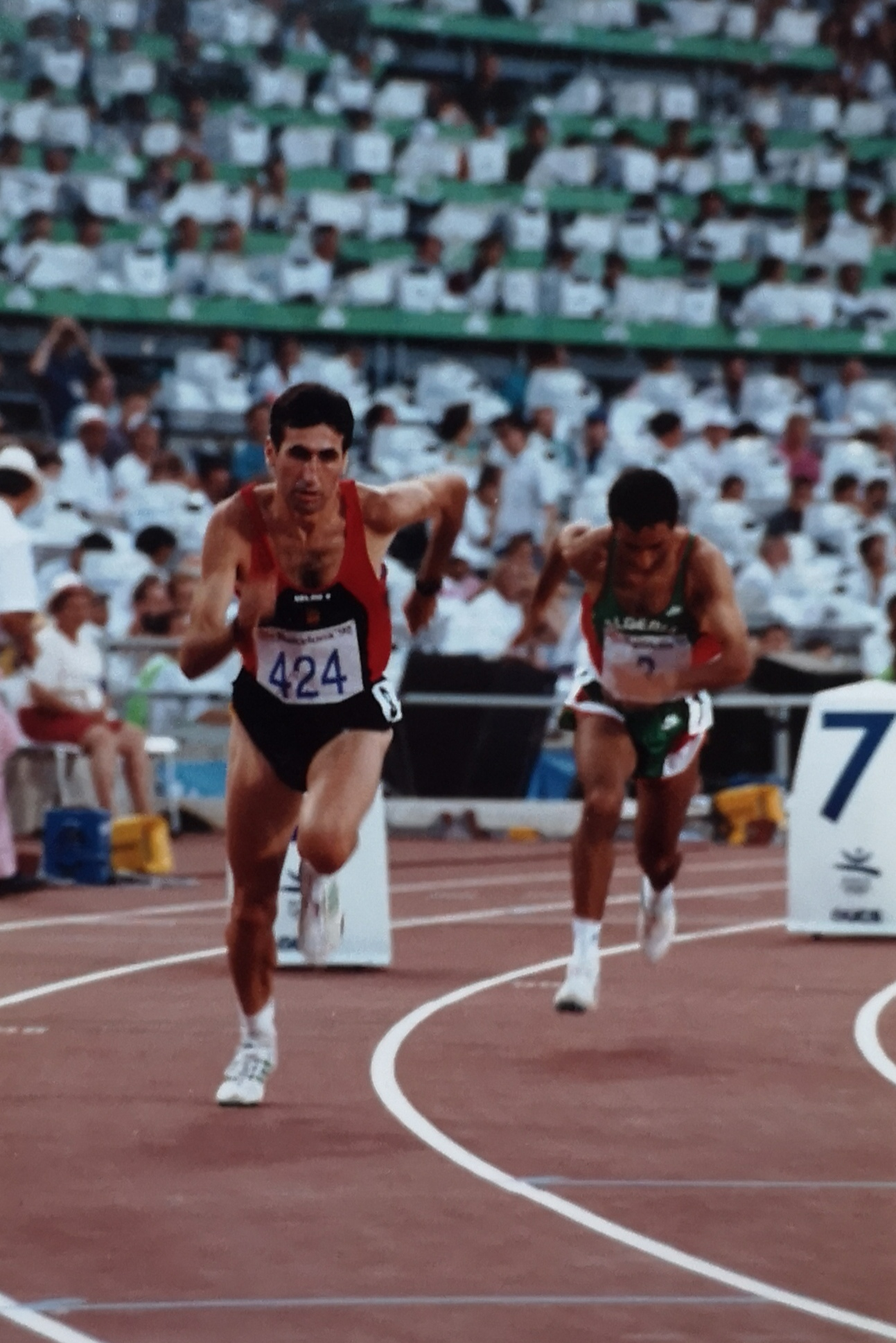
LUIS JAVIER GONZÁLEZ (424) EN LOS JJOO BARCELONA 92

Luis Javier González Fanega (Madrid, 17 de junio de 1969) es un atleta especialista en la prueba de 800 metros en la que fue plusmarquista nacional al Aire Libre con 1.44:84 y en Pista Cubierta con 1.46:35.  Representante español en diversas competiciones internacionales en todas las categorías. Mantuvo una gran rivalidad especialmente con Colomán Trabado, Tomás de Teresa y  José Arconada en la primera época y años más tarde con Roberto Parra y José Manuel Cerezo. Participó en los Juegos Olímpicos de Barcelona 1992 donde alcanzó las semifinales, igual que en los Campeonatos de Europa de Split 1990. Sus mejores resultados los logró en Campeonatos de Europa de Pista Cubierta donde fue campeón en Génova 92 y subcampeón en París 94. Ganó la plata en los Juegos del Mediterráneo Atenas 91 y el bronce en el Campeonato Iberoamericano de Manaos 90. En España fue campeón en 800 m lisos, 4 veces al aire libre, y 2 en pista cubierta.

## Palmarés nacional
- Campeón de España 800 m pista cubierta: 1991 (1:47.74) y 1994 (1:51.24)
- Campeón de España 800 m al Aire Libre: 1990 (1:47.81), 1991 (1:47.66), 1992 (1:49.40), 1993 (1:51.59).

## Palmarés Internacional
- Campeonato Iberoamericano Manaos 1990 en 800 m lisos medalla de Bronce con una marca de 1:47.66
- Juegos del Mediterráneo Atenas 1991 en 800 m lisos medalla de plata con una marca de 1:47.84
- Europeo Pista Cubierta Génova 1992 en 800 m lisos medalla de oro con una marca de 1:46.80
- Europeo Pista Cubierta París 1994 en 800 m lisos medalla de plata con una marca de 1:46.64
- Copa de Europa Primera División en Valencia 1994 vencedor de la prueba de 800 m lisos con una marca de 1:50.77.

| CAMPEONATOS DE EUROPA PISTA CUBIERTA | CAMPEONATOS DE EUROPA PISTA CUBIERTA | CAMPEONATOS DE EUROPA PISTA CUBIERTA | CAMPEONATOS DE EUROPA PISTA CUBIERTA |
| ------------------------------------ | ------------------------------------ | ------------------------------------ | ------------------------------------ |
| ORO                                  | GÉNOVA 1992                          | 800 m                                | 1.46:80                              |
| PLATA                                | PARÍS 1994                           | 800 m                                | 1.46:62                              |
| JUEGOS DEL MEDITERRÁNEO              |                                      |                                      |                                      |
| PLATA                                | ATENAS 1991                          | 800 m                                | 1.47:84                              |
| CAMPEONATO IBEROAMERICANO            |                                      |                                      |                                      |
| BRONCE                               | MANAOS 1990                          | 800 m                                | 1.47:66                              |

- Datos: Q1251633